# Автомагістраль A9 (Нідерланди)
Автомагістраль A9 — автомагістраль у Нідерландах. Автомагістраль починається, прямуючи від A1 на Diemen (розв’язка Diemen) до A2 на роз’їзді «Holendrecht» (на «Gaasperdammerweg»).

## Огляд
Тут потрібно проїхати приблизно два кілометри на південь комбінованою автомагістраллю A9/A2, перш ніж A9 знову попрямує на захід у напрямку Амстелвена, розв’язки «Badhoevedorp» (A4), перехрестя «Raasdorp» (A5), перехрестя «Rottepolderplein» (A200). і далі до перехрестя «Velsen» (A22). Далі A9 йде далі на північ через Wijkertunnel під каналом Північного моря, перехрестя «Beverwijk» (A22) до Алкамар. У цей момент автомагістраль A9 стає шосе N9 і продовжується до Де Кой (у Ден Хелдер).
У 1996 році Wijkertunnel був відкритий і інтегрований в A9. Початковий маршрут A9 проходив через тунель Velsertunnel, де також є сполучення з A208. Ця частина все ще існує, але цю частину автомагістралі було перенумеровано на A22.
Ділянка між А1 і А2 чотирисмугова; між A2 і Rottepolderplein це шість смуг. Далі шлях в основному складається з чотирьох смуг, з короткими ділянками в районі Wijkertunnel, які складаються з шести смуг.
Що стосується Gaasperdammerweg, то в початкових планах зазначено, що ця дорога не стане автомагістраллю. План передбачав будівництво місцевої сполучної дороги для мешканців Бейлмермер. Ділянка між A2/A9 та A1/A6 так і не була побудована, хоча це сформувало б природний зв’язок між A9 та A6. Через це Gaasperdammerweg перетворився на переповнене сполучення між A2 та A1.